# Iwona Pabich
Iwona Pabich, z d. Świstak (ur. 9 kwietnia 1970) – polska piłkarka ręczna, bramkarka, wielokrotna mistrzyni i reprezentantka Polski. Zdobywczyni Pucharu EHF (2001).

## Życiorys

### Kariera klubowa
Była wychowanką Piotrcovii, z którą w 1987 awansowała do ekstraklasy, a następnie zdobyła mistrzostwo Polski w 1993, wicemistrzostwo Polski w 1994 i 1998 oraz brązowe medale mistrzostw Polski w 1990, 1992 i 1995. Od 1998 do 2001 reprezentowała barwy Montexu Lublin, zdobywając trzy razy z rzędu mistrzostwo Polski (1998–2001) oraz Pucharu EHF (2001). Od 2001 do 2004 reprezentowała barwy Zagłębia Lubin, z którym wywalczyła wicemistrzostwo Polski w 2002. Jej kolejnymi klubami były AZS Politechnika Koszalińska (2004–2007), Finepharm Jelenia Góra (runda jesienna sezonu 2007/2008), MKS Zgierz (runda wiosenna sezonu 2007/2008), AZS AWF Warszawa (2008/2009).

### Kariera reprezentacyjna
W reprezentacji Polski debiutowała 28 maja 1995 w towarzyskim spotkaniu z Rosją. Wystąpiła na mistrzostwach świata w 1997 (8 miejsce) i 1999 (11 miejsce) oraz mistrzostwach Europy w 1996 (11 miejsce) i 1998 (5 miejsce). Ostatni raz wystąpiła w tej drużynie 2 września 2000 w towarzyskim spotkaniu z Węgrami. Łącznie w biało-czerwonych barwach wystąpiła 93 razy, zdobywając dwie bramki.